# Haren, Bryssel
Haren är en stadsdel i kommunen Bryssel i Belgien.   Den ligger i regionen Bryssel, i den centrala delen av landet, 7 km nordost om huvudstaden Bryssel. Haren ligger 15 meter över havet och antalet invånare är 4 269.
Terrängen runt Haren är huvudsakligen platt. Haren ligger nere i en dal. Runt Haren är det mycket tätbefolkat, med 4 188 invånare per kvadratkilometer.. Närmaste större samhälle är Bryssel, 6,9 km sydväst om Haren. 
Runt Haren är det i huvudsak tätbebyggt.